# Patrik Tigerschiöld
Johan Patrik Tigerschiöld, född 25 juli 1964 i Oscars församling, Stockholms stad, är en svensk företagsledare. 

## Biografi
Patrik Tigerschiöld studerade till civilekonom. Han var finansanalytiker på Hagströmer & Qviberg Fondkommission AB 1985–1989. Han arbetade åtta år inom SEB, varav två år på Enskilda Securities 1991–1993 och övriga inom SEB Fonder. Han var 1999–2010 vd för investmentbolaget Skanditek.  Efter fusionen med Bure Equity blev han vd i Bure 2010-2013 och är sedan 2013 dess styrelseordförande.